# Điện Mặt Trời Krông Pa 2
Điện Mặt Trời Krông Pa 2 là nhà máy điện Mặt Trời xây dựng trên vùng đất xã Chư Gu, huyện Krông Pa, tỉnh Gia Lai, Việt Nam. Điện Mặt Trời Krông Pa 2 có công suất lắp máy 49 MW, sản lượng điện hàng năm 103 triệu KWh, khởi công tháng 3 năm 2018, hoàn thành tháng 12 năm 2018.

## Công trình liên quan
Tại xã Chư Gu hiện có nhà máy điện Mặt Trời TTC Krông Pa (13°13′36″B 108°39′19″Đ / 13,2266°B 108,655385°Đ) có công suất lắp máy 49 MW (69 MWp), sản lượng điện hàng năm 103 triệu KWh, khởi công tháng 3 năm 2018, khánh thành tháng 12 năm 2018.
Tại Buôn Lang, xã Chư Ngọc, huyện Krông Pa có điện Mặt Trời Chư Ngọc LICOGI 16 (13°14′42″B 108°38′16″Đ / 13,245071°B 108,637694°Đ) công suất lắp máy 15 MW, khởi công tháng 1 năm 2019, hoàn thành tháng 5 năm 2019.